# Tony Reeves
Anthony "Tony" Reeves (New Eltham (Londen) 18 april 1943) is een Brits contrabassist en basgitarist, waarbij hij geluidseffecten met zijn muziekinstrument niet schuwt. Hij is tevens werkzaam als muziekproducent.

## Biografie
Reeves leerde op vijftienjarige leeftijd te musiceren door het bespelen van de contrabas in de schoolband en in enkele plaatselijke jazzbandjes. Hij wilde eigenlijk trombone spelen. Op school ontmoette Reeves Dave Greenslade (toetsen) en Jon Hiseman (drums), met wie hij de band Wes Minster Five oprichtte. Daarnaast speelde hij bij het New Jazz Orchestra. Intussen ging hij te werk bij Decca Records op de afdeling kwaliteitscontrole. In die functie kwam hij in contact met allerlei muziek: van klassieke muziek tot de rock-'n-roll van Chubby Checker. Reeves ging tevens produceren als rechterhand van Tony d'Amato.
Op voorspraak van Reeves, die zelf meespeelde, bracht Pye Records de single "Cast your fate to the wind" van Sound Orchestra uit. Deze single werd in 1964 een hit in Engeland. In die tijd ontdekte Reeves ook The Alan Bown Set, een album, voor Pye volgde. Reeves maakte kennis met Tony Hatch en vervolgde zijn loopbaan als producent bij Columbia Records, Polydor en Greenwich Gramophone Company. In 1965 zat Reeves achter de knoppen bij de opnamen van Mike Taylors Quartet voor het album Pendulum. Hij produceerde tevens voor Davey Graham, te weten de albums Folk, blues and beyond en Midnight man.
In 1968 kwam Reeves via Hiseman in contact met John Mayall. De twee speelden met Taylor op het album Bare wires. In hetzelfde jaar richtten Reeves, Hiseman en Dick Heckstal-Smith de muziekgroep Colosseum op, die een mengeling bracht van jazzrock en progressieve rock.
Na drie albums nam Reeves afscheid van Colosseum. In de jaren nadien speelde hij als studiomuzikant voor onder anderen Woods Band, Sandy Denny (The North Star Grassman and the Ravens), Paul Kent, John Martyn (Bless the Weather), Day of Phoenix, Made in Sweden, het Deense Burning Red Ivanhoe en een beginnende Chris de Burgh (Spanish train and other stories).
Reeves speelde van 1972 tot 1974 bij Greenslade. In 1974 speelde hij met Stewart Copeland bij Curved Air, voor de albums Airborne en een opnamesessie bij de BBC. Daarnaast speelde hij bij een semi-professionele band genaamd Big Chief, samen met Heckstall-Smith. Deze band treedt nog steeds op. Als amateurmusicus treedt hij op in diverse gelegenheden.
Reeves is voorzitter van MTR Professional Audio, een firma in geluidstechnologie. Een andere bijdrage van Reeves is te vinden in McGuinness Flint; hij maakte de band attent op Benny Gallagher en Graham Lyle, later ook bekend als duo Gallagher and Lyle (Heart on my sleeve).
- Bibsys: 9014840
- MusicBrainz: 2a5de017-7230-4ad6-93ba-e9b1efa43686
- Virtual International Authority File: 9224149108427368780000